# Lúcia Veríssimo
Lúcia Veríssimo de Araújo Silva (Rio de Janeiro, 11 luglio 1958) è un'attrice, regista e blogger brasiliana.

## Biografia
Di lontane origini italiane, Lúcia Veríssimo è figlia di Severino Filho e nipote di Ismael Netto, i due membri fondatori del gruppo Os Cariocas, tra i pionieri della bossa nova. Li ha omaggiati nel 2015 in un film-documentario, Eu, Meu Pai E Os Cariocas, da lei diretto, sceneggiato e prodotto; l'opera è stata presentata nell'ambito dell'Agenda Brasil a Roma.  Per lei si è trattato dell'esordio dietro la macchina da presa, dopo tante prove da attrice al cinema, in tv e a teatro (dove ha mosso artisticamente i suoi primi passi, alla tenera età di 6 anni).  
Il suo sito ufficiale contiene un blog, attivo dal 1997.

## Vita privata
Ex compagna liceale di un'altra popolare attrice, Christiane Torloni, che l'ha sempre incoraggiata nel suo percorso artistico, è vegetariana e si batte per i diritti degli animali: vive nel Minas Gerais, in una fazenda dove si dedica all'allevamento, in particolare di cavalli che cura con metodi omeopatici. Bisessuale dichiarata (è stata partner dell'attore Hugo Della Santa, della produttrice televisiva Tay Saad e della cantante Gal Costa), ha posato due volte per Playboy.

## Filmografia parziale
- Gli emigranti (Os imigrates, 1981)
- Potere (Roda de Fogo, 1986)
- Terra nostra 2 - La speranza (Esperança, 2002)
- Uga-Uga (2001)
- Amor à vida (2013)